# Защита на потребителите
Защитата на потребителите се осъществява от различни правителствени и неправителствени организации по света. Тази защита спомага за насърчаване на добри търговски практики и стимулиране на конкуренцията.

## Институции и организации в България
Граждани на Република България могат да търсят съдействие от различни институции спрямо спецификата на проблема им.

### Комисия за защита на потребителите (КЗП)
Отговаря за:
- Безопасността на продуктите и услугите;
- Коректността на търговските практики;
- Жалби на територията на Република България;

КЗП работи чрез:
- Налагане на санкции срещу нарушителите на нормативните актове, по които КЗП има правомощия;
- Спомагане и координиране за налагане на санкции от други компетентни органи, ако проблемът не в нейната юрисдикция;
- Информиране на потребителите за некоректните търговски практики и опасните стоки и услуги;

КЗП работи на база собствени разследвания и жалби от потребители. Жалбите се подават след запознаване с условията Архив на оригинала от 2011-01-27 в Wayback Machine. по:
- Електронен път чрез изпращене на електронен формуляр Архив на оригинала от 2021-04-20 в Wayback Machine. от сайта на КЗП Архив на оригинала от 2010-11-29 в Wayback Machine.;
- Обикновена поща до регионалния център на територията, на което е извършено нарушението;
- Лично в деловодството на КЗП или в деловодството на съответната районна дерекция при КЗП;

Жалбите е необходимо:
1. Да не са анонимни.
2. Да съдържат следните данни:
- Данни за подателя.

КЗП разглежда жалби и сигнали, написани на български език, които съдържат име, адрес и телефон за връзка на подателя. Съгласно разпоредбата на чл.179, ал.1 от Закона за защита на потребителите по анонимни сигнали производство не се образува.
- Данни за потенциалния нарушител.

Адрес на търговския обект или името и адреса на фирмата, телефон и други координати, с които подателят на жалбата или сигнала разполага. Без посочване на тези конкретни факти и обстоятелства не може да се предприемат действия. В част от сигналите до КЗП се посочва, че на територията на определен жилищен квартал, град или местност се извършва някакво нарушение – липса на обявени цени, необявено работно време и др., без да се конкретизира обектът или фирмата. В такива случаи КЗП не може да извърши целенасочени действия и да вземе мерки, за резултата от които да уведоми подателя на сигнала.
- Доказателства – копия от платежен документ (касова бележка или фактура), договор, оферти, брошури и др.

При подаване на жалба до КЗП потребителите трябва да посочат подробно всички обстоятелства, като задължително приложат към нея ксерокопия или сканирани документи, които да потвърждават изложеното. За да предприемат действия, контролните органи трябва да имат копия от платежен документ (касова бележка или фактура), договор, оферти, брошури, ваучери, документи, установяващи претенцията по основание и размер и др., в зависимост от проблема.
Законовият срок за отговор по жалба е 30 дни от постъпването на жалбата.

### Европейски потребителски център – България (ЕПЦ-България)
ЕПЦ-България съблюдава за:
- За информираността на българските граждани и помага относно правата им, за стоки или услуги, които са ползвали в друга държава членка на ЕС;
- За информираността на гражданини от държави членки на ЕС и помага относно правата им, за стоки или услуги, които са ползвали в България;

Забележка: ЕПЦ-България не разглежда жалби на български граждани от търговци, регистрирани в България.
ЕПЦ-България работи чрез:
- Информиране на потребителите за възможностите, които единният пазар предлага, както и за изисквания на европейското и националното законодателство за защита на потребителите;
- Предоставяне на съвети и помощ в разрешаването на индивидуални проблеми на физически лица, които имат потребителски оплаквания от транс-граничен характер;
- Осъществяване на транс-гранични сравнителни изследвания за цени, законодателство и други области в потребителската защита;

ЕПЦ-България работи на база жалби от потребители. Жалбите се подават след запознаване с условията Архив на оригинала от 2010-08-18 в Wayback Machine. по:
- Електронен път, чрез изпращене на електронен формуляр Архив на оригинала от 2010-08-18 в Wayback Machine. от сайта на ЕПЦ-България Архив на оригинала от 2010-12-17 в Wayback Machine. или по имейл;
- Обикновена поща;
- Лично в ЕПЦ-България;

Жалбите е препоръчително да съдържат:
- Данни за подателя. Задължително се изисква пълен адрес (адрес, град, пощенски код) ИЛИ валиден имейл адрес ИЛИ телефонен номер.
- Данни за случая. Максимално подробно изложение на дати и събития, имащи значение за казуса.
- Доказателства. Копия на фактури, касови бележки, бордни карти, онлайн резервации на самолетни билети/когато жалбата е свързана със самолетно пътуване/, кореспонденция по електронна поща с търговеца, ако има такава и др.

Срокът за отговор по жалба е 30 дни от постъпването на жалбата.

### Комисия за финансов надзор (КФН)
Отговаря за:
- Инвестиционните дейности;
- Застрахователните дейности;
- Осигурителните дейности;

Забележка: Обстоятелства, при които се търси КФН са корупция, корупционни схеми, данъчни злоупотреби, укриване на данъци, неправомерно отношение и нарушения на банки към потребители и др.
КФН работи чрез:
- Лицензиране и Надзор

Регулаторната дейност на комисията обхваща изготвянето и приемането на наредби и инструкции, предвидени в законите, издаване на указания и инструкции относно прилагането и тълкуването на Кодекса за социалното осигуряване, Закона за публичното предлагане на ценни книжа, Закона за застраховането и Закона за здравното осигуряване, както и на подзаконовите нормативни актове по тяхното прилагане във връзка с осъществяване на финансовия надзор. Регулирането на дейността на участниците на пазара е съобразено с европейските норми и практики.
- Принудителни административни мерки.

При констатиране на нарушения от страна на поднадзорните лица комисията прилага принудителни административни мерки. Те включват издаване на препоръки относно предприемане на конкретни действия, глоби или имуществени санкции.
КФН работи на база собствени разследвания и жалби от потребители. Жалбите се подават след запознаване с условията Архив на оригинала от 2010-10-18 в Wayback Machine. по:
- Електронен път, чрез изпращане на имейл;
- Обикновена поща;

Жалбите е необходимо:
1. Да не са анонимни.
2. Да съдържат следните данни:
- Данни за подателя.

КФН разглежда жалби и сигнали, написани на български език, които съдържат име, адрес и телефон за връзка на подателя. Съгласно разпоредбата на чл.179, ал.1 от Закона за защита на потребителите по анонимни сигнали производство не се образува.
- Данни за потенциалния нарушител.

Адрес на търговския обект или името и адреса на фирмата, телефон и други координати, с които подателят на жалбата или сигнала разполага.
- Доказателства – копия от платежен документ (касова бележка или фактура), договор, оферти, брошури и др.

При подаване на жалба до КФН потребителите трябва да посочат подробно всички обстоятелства, като задължително приложат към нея ксерокопия или сканирани документи, които да потвърждават изложеното. За да предприемат действия, контролните органи трябва да имат копия от платежен документ (касова бележка или фактура), договор, оферти, брошури, ваучери, документи, установяващи претенцията по основание и размер и др., в зависимост от проблема.
Срокът за отговор по жалба е 30 дни от постъпване на жалбата.

### Комисия за регулиране на съобщенията (КРС)
Области на регулиране от КРС:
- Радиочестотен спектър;
- Номера и адреси;
- Взаимно свързване, достъп и линии под наем;
- Стандартизация;
- Радиосъоръжения и крайни далекосъобщителни устройства;
- Електронен подпис;
- Пазарно регулиране – електронни съобщения;
- Пощи;

КРС работи като:
- Прилага регулаторни мерки, ограничаващи възможностите за възпрепятстване на конкуренцията;
- Отстранява пречки и бариери за конкуренцията в рамките на своята компетентност;
- Третира равнопоставено всички предприятия, предоставящи електронни съобщителни мрежи и/или услуги, при едни и същи обстоятелства;
- Поддържа взаимно сътрудничество с другите регулаторни органи и Европейската комисия за развитие на последователна регулаторна практика и прилагане на европейското право;
- Контролира прилагането на:

- нормативните актове в областта на електронните съобщения;
- принципите и правилата на ценообразуване, предвидени в този закона за регулиране на съобщенията;
- параметрите и изискванията за качеството на услугите;
- изискванията за предоставяне на универсалната услуга;
КРС работи на база собствени разследвания и жалби от потребители. Жалбите се подават след запознаване с условията по:
- Електронен път, чрез изпращане на имейл[неработеща препратка];
- Обикновена поща;

Забележка: В случай, че предприятие, предоставящо обществени електронни съобщителни услуги, не изпълни свое задължение, засегнатите крайни потребители могат в срок до два месеца да отправят писмена жалба до комисията за разглеждане и решаване.
Жалбите е необходимо:
1. Да не са анонимни.
2. Да съдържат следните данни:
- Данни за подателя.

КРС разглежда жалби и сигнали, написани на български език, които съдържат име, адрес и телефон за връзка на подателя. Съгласно разпоредбата на чл.179, ал.1 от Закона за защита на потребителите по анонимни сигнали производство не се образува.
- Данни за потенциалния нарушител.

Адрес на търговския обект или името и адреса на фирмата, телефон и други координати, с които подателят на жалбата или сигнала разполага.
- Доказателства – копия от платежен документ (касова бележка или фактура), договор, оферти, брошури и др.

При подаване на жалба до КРС потребителите трябва да посочат подробно всички обстоятелства, като задължително приложат към нея ксерокопия или сканирани документи, които да потвърждават изложеното. За да предприемат действия, контролните органи трябва да имат копия от платежен документ (касова бележка или фактура), договор, оферти, брошури, ваучери, документи, установяващи претенцията по основание и размер и др., в зависимост от проблема.
Законовият срок за отговор по жалба е 60 дни от постъпването на жалбата.